# Zasko Master
Ginés Miñano Bernabéu (Alicante, España, 11 de marzo de 1998), más conocido como Zasko Master, es un freestyler y rapero español conocido, entre otras cosas, por haber sido campeón de la Red Bull Batalla Nacional España 2019. Es considerado como uno de los principales exponentes de la métrica dentro del mundo de las batallas de rap en habla hispana. También es conocido por sus destacadas participaciones en diversos eventos como en la Red Bull Batalla Regional Barcelona 2015, Gold Battle, FMS España, Red Bull Batalla Internacional 2019, entre otros eventos. Su carrera como freestyler empezó en los parques de Alicante, más en concreto en el Parque Pau junto con el aclamado Rapero del Underground Alicantino SHEI ZNP, con el cual ha participado en varios temas y proyectos.

## Biografía
Se hizo conocido en YouTube por su conocido canal de la 09. Es conocido por su métrica, un estilo parecido al de  Mc Compare Flow. Es uno de los raperos más reconocidos de España, ganando la nacional española de batallas de rap en Barcelona en 2019 ni más ni menos que en el RCDE Stadium. | Está considerado uno de los freestylers con "peaks" más altos y es conocido por rapear con la mente en blanco y arriesgarse en sus barras técnicas y su flow.

## Resultados regionales
- 2014  Gold Battle Regional Barcelona ( Barcelona): Campeón
- 2015 |  Gold Battle Regional Valencia ( Valencia): Campeón
- 2015 |  Red Bull Batalla Regional Barcelona ( Barcelona): Campeón
- 2017 |  Red Bull Batalla Regional Barcelona ( Barcelona) :  4° Lugar
- 2018 |  Red Bull Batalla Regional Valencia ( Valencia): 4° Lugar
- 2019 |  Red Bull Batalla Regional Alicante ( Alicante) : Subcampeón

## Resultados nacionales
- 2015 |  Red Bull Batalla Nacional España ( Alicante): Semifinales
- 2019 |  Red Bull Batalla Nacional España ( Barcelona): Campeón
- 2020 |  Freestyle Master Series : Sexto Puesto

## Resultados internacionales
- 2019 |  Red Bull Batalla Internacional: Cuartos de final
- 2021 |  FMS Internacional (Madrid): Octavos de final

## Discografía

### En solitario
- Haters

### Colaboraciones
Los reyes (con El diablo)

### Cocinando skills
- Dame un segundo de luz y sombra 2016
- Targaryen 2016